# Adrian Mihułka
Adrian Mihułka (ur. 10 lipca 1989 we Wrocławiu) – polski siatkarz, grający na pozycji libero. 
Po ostatnim rozegranym meczu I ligi (2023/2024) przeciwko drużynie MKST Astrze Nowa Sól poinformował, że kończy siatkarską karierę.

## Sukcesy klubowe
Mistrzostwo I Ligi:
- 2015[7]